# أدريان دور
أدريان دور (بالإنجليزية: Adrienne Dore) هي ممثلة أمريكية، ولدت في 23 مايو 1910 في كويور دي أليني في الولايات المتحدة، وتوفيت في 26 نوفمبر 1992 في لوس أنجلوس في الولايات المتحدة.

## وصلات خارجية
- أدريان دور على موقع IMDb (الإنجليزية)
- أدريان دور على موقع ألو سيني (الفرنسية)
- أدريان دور على موقع أول موفي (الإنجليزية)
- أدريان دور على موقع قاعدة بيانات الأفلام السويدية (السويدية)
- أدريان دور على موقع قاعدة بيانات الفيلم (الإنجليزية)
- أدريان دور على موقع كينوبويسك (الروسية)